# فريدريك ستانلي فيليبس
فريدريك ستانلي فيليبس (31 ديسمبر 1891 - 29 مارس 1954)، هاوي جمع طوابع بريطاني ومؤلف غزير الإنتاج في مجال علم الطوابع، وقد وقع على قائمة هواة جمع الطوابع المتميزين في فوكستون عام 1937.
فريدريك ستانلي فيليبس ابن ويليام هنري فيليبس (المدير المساعد لشركة ستانلي غيبونز) وابن شقيق تشارلز جيمس فيليبس.

## الخدمة العسكرية
خدم فيليبس في قوات الجيش البريطاني خلال فترة الحرب العالمية الأولى بما في ذلك في غاليبولي ومصر وفلسطين. وقد حصل على رتبة في فوج الملك الملكي للقناصة.

## شركة ستانلي غيبونز
انضم ستانلي فيليبس إلى ستانلي غيبونز في عام 1906، وترقى ليصبح رئيساً للشركة.
عاد إلى الشركة بعد نهاية الحرب العالمية الأولى، حيث طلب منهُ إنشاء منشور ستانلي غيبونز الشهري، ومنذ عام 1922، كان محررا لجميع منشورات ستانلي غيبونز. في عام 1926، أصبح مديرا إداريا مشتركا مع ويليام هاميلتون أندروز وبعد تقاعد هاميلتون أندروز في عام 1946، أصبح فيليبس العضو المنتدب الوحيد. بعد وفاة ابن عمه فرانك فيليبس في يوليو 1953، أصبح فيليبس رئيساW للشركة.
في عام 1934، أنشأ الفهرس "المبسط" في ستانلي غيبونز والذي أصبح منذ ذلك الحين المفتاح الاساسي لهواة جمع الطوابع لمعظم "طوابع العالم".

## الطوابع المنظمة
خدم فيليبس في مجلس الجمعية البريطانية للطوابع البريدية.
في عام 1933، منح كأس الكونغرس في مؤتمر الطوابع العظيم لبريطانيا عن ورقة بحثهِ المقدمة بعنوان: "الأدب الطوابعي".

## الكتابة والتأليف
وصف فيليبس بأنهُ "مندفع بحماس جامح كالفارس من أجل هواية جمع الطوابع"، وكان معروفًا بشكل خاص من خلال كتبهِ العديدة عن هواية جمع الطوابع التي قدمت جيلًا كاملًا إلى هذا الهواية. ولقد كانت عناوين كتبهِ عادةً للمبتدئين وتركز دائمًا على جمع الطوابع وليس على علم الطوابع.

### من مؤلفاته
- Great Britain: the Harrison & Somerset House Printings (1911-12) and How to Distinguish Them, Stanley Gibbons Limited, 1913.
- The Stamps of Great Britain (1911-21)
- Stamp Collecting for All
- Stamp Collecting and How to Enjoy it
- Stamp Collecting
- By Air Through the Stamp Album
- The Splendid Book of Stamps
- The Beginner’s Book of Stamp Collecting
- Fascination of Stamp Collecting
- Stamp Collecting for the Million
- How to Arrange and Write up a Stamp Collection (with C.P. Rang)

وأدناه بعض من مقالاتهِ العديدة المنشورة في المجلات:
- "Denmark Stamps for the Moderate Specialist" in Stanley Gibbons Monthly Journal, October 1926. يمكن قراءته هنا.
- "The First Issue of the Yemen" in Gibbons Stamp Monthly, July 1932. يقرأ هنا أيضاً.